# Hiromasa Yamamoto
Hiromasa Yamamoto (山本 浩正 Yamamoto Hiromasa?), född 5 juni 1979 i Aichi prefektur, är en japansk före detta fotbollsspelare.
Yamamoto började sin karriär 1998 i Júbilo Iwata. Med Júbilo Iwata vann han japanska ligan 1999, 2002, japanska ligacupen 1998 och japanska cupen 2003. Efter Júbilo Iwata spelade han för Vissel Kobe, Cerezo Osaka, Ehime FC och SC Sagamihara. Han avslutade karriären 2011.